# Wick, Skottland

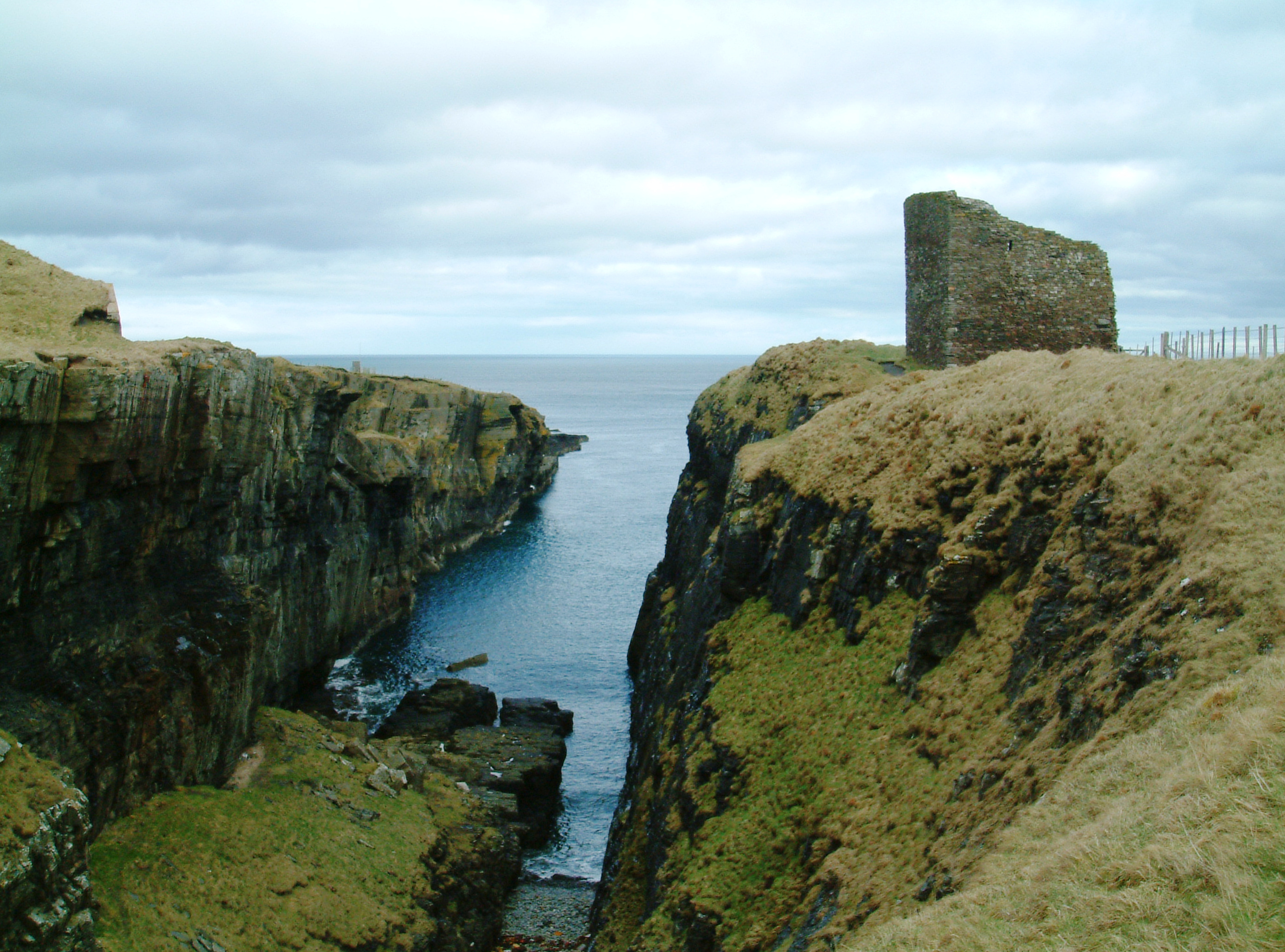
Castle of Wick

Wick (gaeliska: Inbhir Ùige) är en ort i Caithness, Skottland. Orten var administrativ huvudort för grevskapet Caithness till grevskap avskaffades som administrativ enhet. Wick hade 6 880 invånare år 2006.
Stadens namn kommer från fornnordiska och betyder "vik".